# Richard Bradley (Rennfahrer)

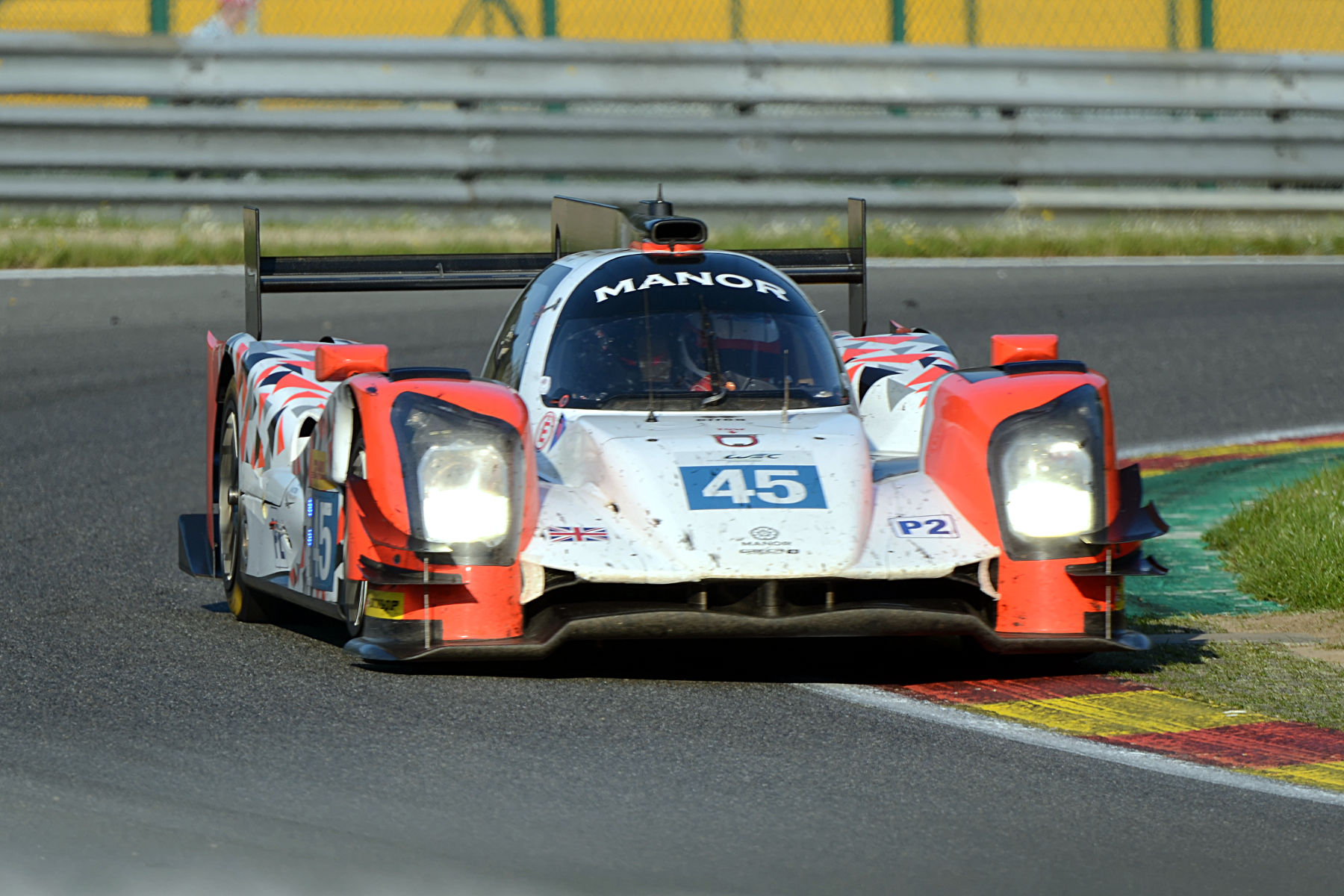
Der Oreca 05 von Richard Bradley beim 6-Stunden-Rennen von Spa-Francorchamps 2016

Richard Bradley (* 17. August 1991) ist ein britisch-singapurischer Automobilrennfahrer.

## Karriere
Bradley begann seine Motorsportkarriere 2000 im Kartsport, in dem er bis 2009 aktiv war. 2010 wechselte er in den Formelsport und trat mit singapurischer Rennlizenz für Eurasia Motorsport in der pazifischen Formel BMW an. Bereits an seinem Debütwochenende gelang es ihm, beide Rennen zu gewinnen. Im weiteren Verlauf der Saison wurde er bei sechs weiteren Rennen als Sieger gewertet. In seiner ersten Saison entschied er die Meisterschaft mit 217 zu 141 Punkten gegen Óscar Andrés Tunjo für sich. 2011 trat er für TOM’S in der japanischen Formel-3-Meisterschaft an. Mit einem zweiten Platz als bestes Resultat schloss er die Saison auf dem fünften Platz in der Fahrerwertung ab. Außerdem nahm er für Carlin und TOM’S an je einem Rennen der FIA-Formel-3-Trophäe 2011 teil. Bei diesen zwei Rennen war er für Großbritannien gemeldet. 2012 blieb Bradley bei TOM’S in der japanischen Formel-3-Meisterschaft. Mit fünf zweiten Plätzen als besten Resultate schloss er die Saison auf dem vierten Platz ab. Darüber hinaus absolvierte er einen Gaststart in der britischen Formel-3-Meisterschaft.

## Statistik

### Karrierestationen
- 2000–2009: Kartsport
- 2010: Pazifische Formel BMW (Meister)
- 2011: Japanische Formel 3 (Platz 5)
- 2012: Japanische Formel 3 (Platz 4)

### Le-Mans-Ergebnisse
| Jahr | Team          | Fahrzeug  | Teamkollege      | Teamkollege          | Platzierung            | Ausfallgrund |
| ---- | ------------- | --------- | ---------------- | -------------------- | ---------------------- | ------------ |
| 2014 | KCMG          | Oreca 03R | Matthew Howson   | Alexandre Imperatori | Ausfall                | Unfall       |
| 2015 | KCMG          | Oreca 05  | Matthew Howson   | Nicolas Lapierre     | Rang 9 und Klassensieg |              |
| 2016 | KCMG          | Oreca 05  | Matthew Howson   | Tsugio Matsuda       | Ausfall                | Batterie     |
| 2017 | Graff         | Oreca 07  | James Allen      | Franck Matelli       | Rang 6                 |              |
| 2020 | IDEC Sport    | Oreca 07  | Paul-Loup Chatin | Paul Lafargue        | Rang 10                |              |
| 2022 | Duqueine Team | Oreca 07  | Memo Rojas       | Reshad de Gerus      | Rang 52                |              |

### Einzelergebnisse in der FIA-Langstrecken-Weltmeisterschaft
| Saison  | Team                        | Rennwagen   | 1   | 2   | 3   | 4   | 5   | 6   | 7   | 8   | 9   |
| ------- | --------------------------- | ----------- | --- | --- | --- | --- | --- | --- | --- | --- | --- |
| 2013    | KCMG                        | Morgan LMP2 | SIL | SPA | LEM | SAO | AUS | FUJ | SHA | BAH |     |
| 2013    | KCMG                        | Morgan LMP2 |     |     | 9   |     |     |     |     |     |     |
| 2014    | KCMG                        | Oreca 03    | SIL | SPA | LEM | AUS | FUJ | SHA | BAH | SAO |     |
| 2014    | KCMG                        | Oreca 03    | 6   | 10  | DNF | 8   | 8   | DNF | 8   | 6   |     |
| 2015    | KCMG                        | Oreca 05    | SIL | SPA | LEM | NÜR | AUS | FUJ | SHA | BAH |     |
| 2015    | KCMG                        | Oreca 05    | 19  | 12  | 9   | 7   | 6   | DNF | 11  | 8   |     |
| 2016    | Manor Racing KCMG           | Oreca 05    | SIL | SPA | LEM | NÜR | MEX | AUS | FUJ | SHA | BAH |
| 2016    | Manor Racing KCMG           | Oreca 05    | 10  | 9   | DNF | DNF | DNF | DNF | 13  | 16  | 18  |
| 2017    | Graff                       | Oreca 07    | SIL | SPA | LEM | NÜR | MEX | AUS | FUJ | SHA | BAH |
| 2017    | Graff                       | Oreca 07    | 6   |     |     |     |     |     |     |     |     |
| 2019/20 | IDEC Sport                  | Oreca 07    | SIL | FUJ | SHA | BAH | AUS | SPA | LEM | BAH |     |
| 2019/20 | IDEC Sport                  | Oreca 07    |     |     |     | 10  |     |     |     |     |     |
| 2022    | Dupeine Team ARC Bratislava | Oreca 07    | SEB | SPA | LEM | MON | FUJ | BAH |     |     |     |
| 2022    | Dupeine Team ARC Bratislava | Oreca 07    |     |     | 52  |     |     | 22  |     |     |     |